# Liaisons Dangereuses (band)
Liaisons Dangereuses was een Duitse popgroep die elektronische muziek maakte. De band, in 1981 opgericht door Beate Bartel en Chrislo Haas, maakte deel uit van de Neue Deutsche Welle.
Met Krishna Goineau als zanger scoorde de band in 1982 een undergroundhit met de single "Los Niños del Parque". Het enige album van Liaisons Dangereuses, eveneens "Liaisons Dangereuses" geheten, kwam uit in 1981. Ondanks het weinige materiaal dat Liaisons Dangereuses voortbracht, was de band van grote invloed. In Europa wordt de band als een grondlegger van de EBM en new beat beschouwd, terwijl ze in de VS - meer bepaald in Chicago en Detroit - dan weer een belangrijke rol speelde in het ontstaan van de house en techno.
Oprichter Haas, die ook betrokken was bij de groep Deutsch-Amerikanische Freundschaft, stierf in 2004 op 47-jarige leeftijd.